# پارک کوگانی
پارک کوگانِی (به ژاپنی: 小金井公園  Koganei Park) یکی از پارک‌های واقع در منطقهٔ کوگانی در منطقه تامای توکیو پایتخت ژاپن است. این پارک ۷۹ هکتار مساحت دارد. پارک کوگانی یکی از پارک‌های معروف توکیو جهت دیدن ساکورا یا هانامی بشمار می‌رود. موزه معماری ادو-توکیو در این پارک قرار دارد.

## رسیدن به پارک
- ■ جی آر، خط چوئو-هونسن، ایستگاه موساشی-کوگانی (武蔵小金井駅 Musashi-Koganei) فاصله پیاده از ایستگاه قطار تا پارک کوگانی در حدود ۳۰ دقیقه است.
  - در صورت استفاده از اتوبوس تا پارک، ایستگاه های اتوبوس در مقابل در شمالی ایستگاه قرار دارند و با اتوبوس تا پارک در حدود ۵ دقیقه فاصله است.
  - ایستگاه اتوبوس شرکت اتوبوسرانی سیبو پیاده شدن در ایستگاه اتوبوس کوگانی کوئن نیشی گوچی 小金井公園西口
  - شرکت اتوبوسرانی کانتو پیاده شدن در ایستگاه اتوبوس ادو توکیو تاتِمُونُو 江戸東京たてもの園前
- در صورت استفاده از ماشین شخصی می‌توان از پارکینگ این پارک استفاده کرد. این پارکینگ برای پارک ۷۰۰ ماشین جا دارد. استفاده از پارکینگ رایگان نیست. کرایهٔ پارک برای ساعت اول ۳۰۰ ین و هر یک ساعت بعدی ۱۰۰ ین به این مبلغ افزوده می‌شود.[۱]

## نگارخانه

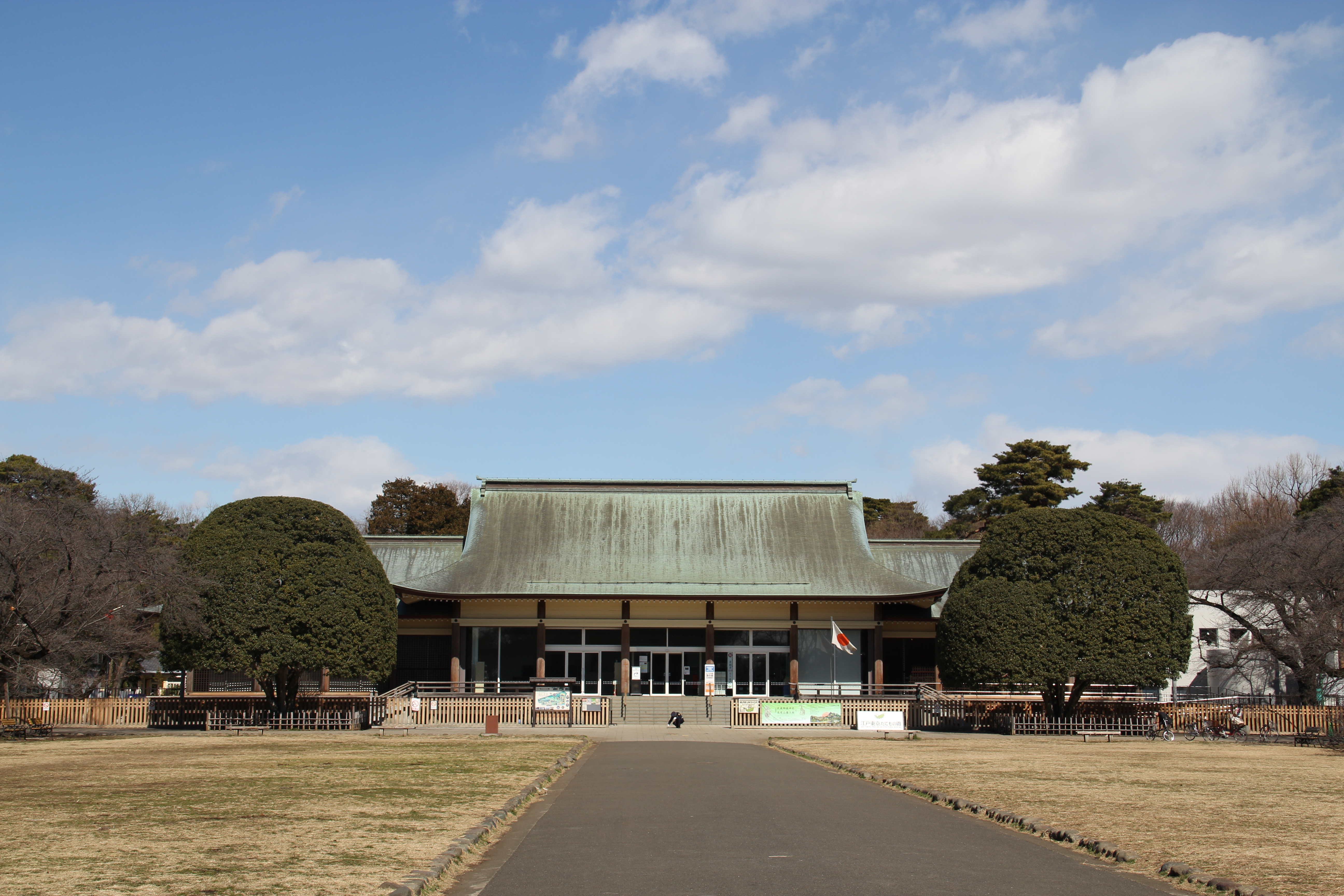
ساختمان ورودی موزه معماری ادو-توکیو در داخل پارک
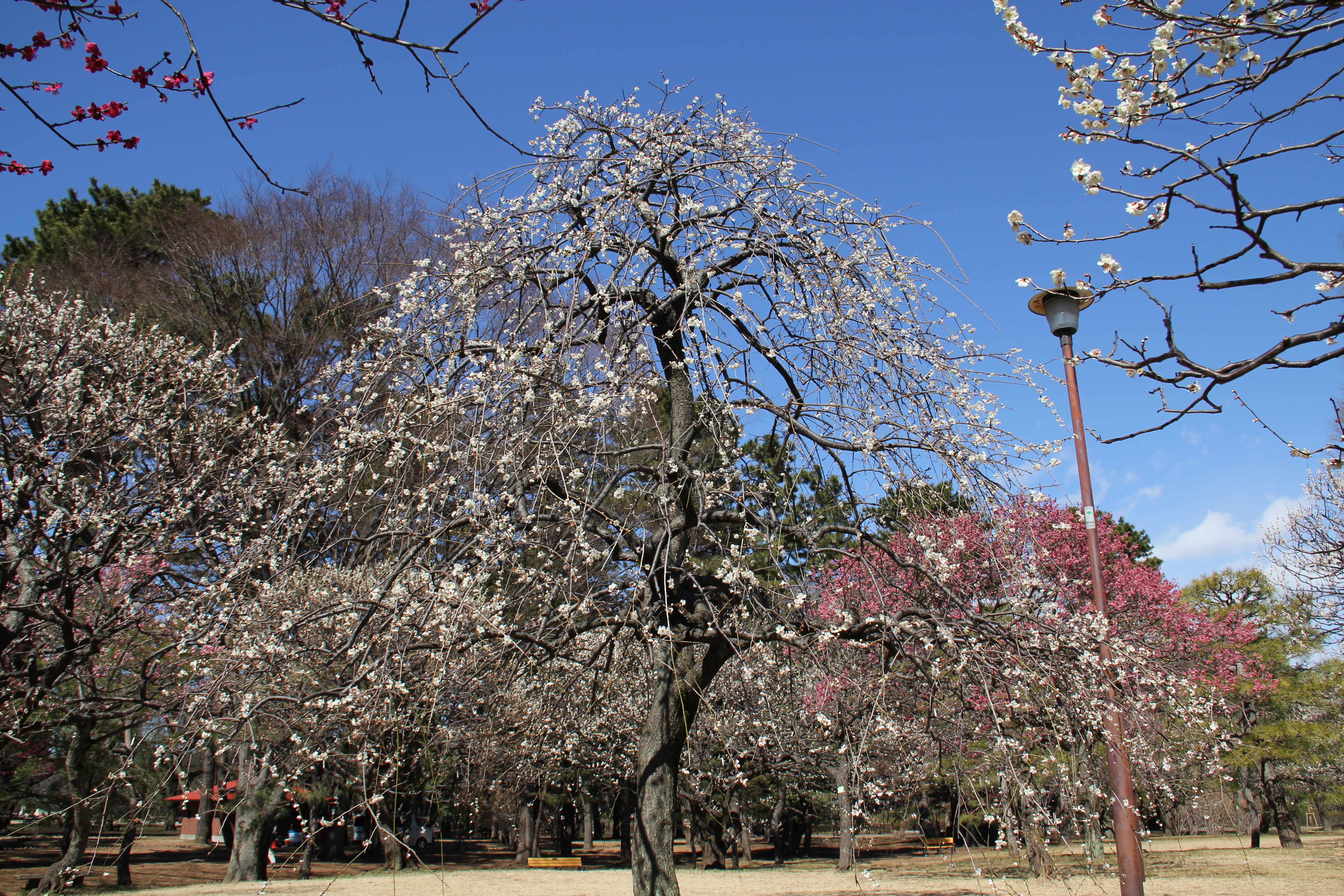
پارک کوگانی در اواسط اسفند
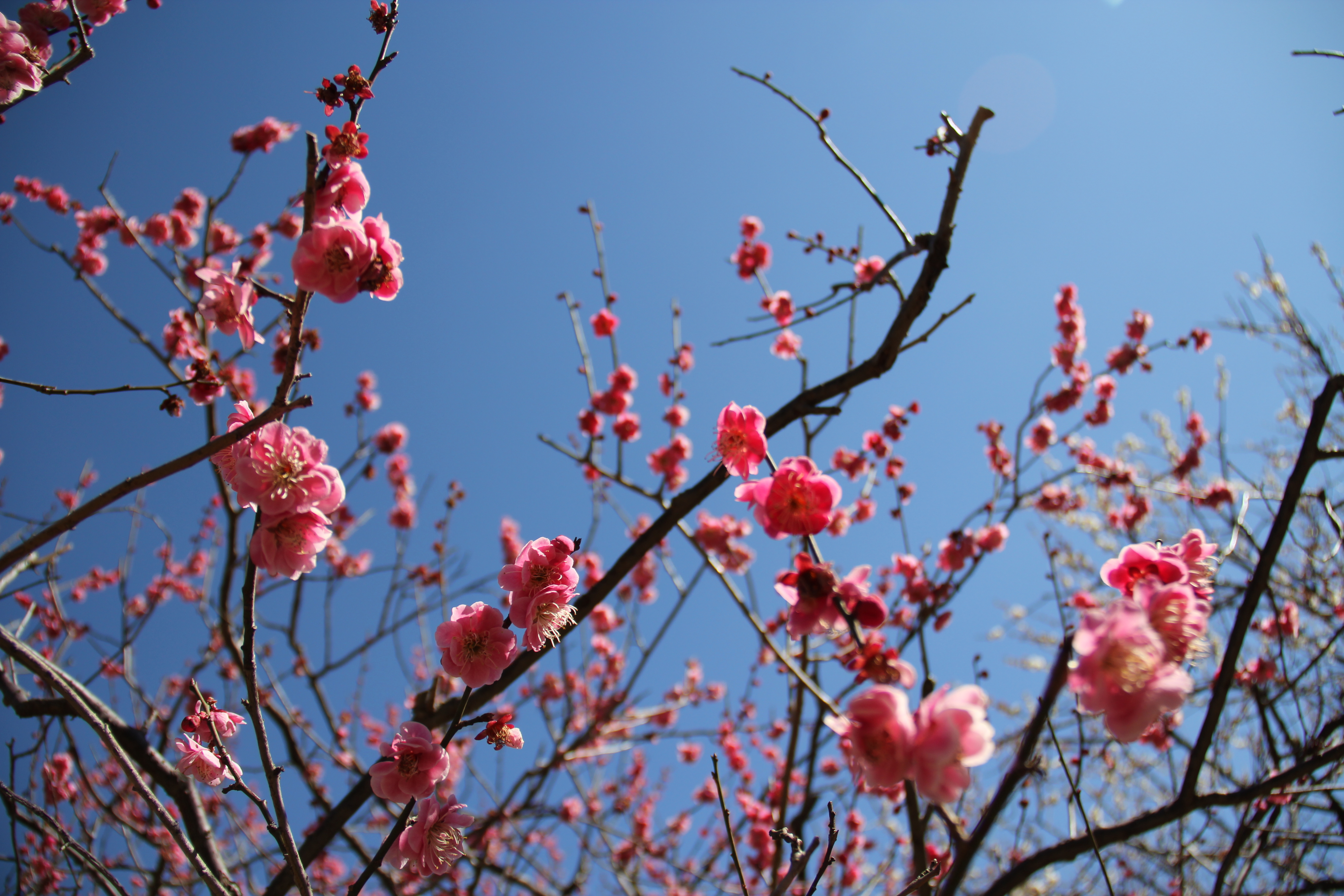
شکوفه‌های درخت آلو در پارک در اواسط اسفند